# 선천성 무통각증 및 무한증
선천성 무통각증 및 무한증(Congenital Insensitivity to Pain with Anhidrosis, CIPA)은 무한증을 수반한 선천성 무통각증으로, 통점·냉점·온점 등의 감각(압력 제외)을 뇌에서 인지하지 못하는 유전성 질환이다.
CIPA 환자는 일상 생활에서의 피곤함, 허기, 배설 본능, 성욕 등은 정상인과 같이 느끼지만 고통, 뜨거움, 차가움과 같은 감각은 인지하지 못한다. 합병증, 수명, 건강과는 연관이 없으나 상처가 나도 인지할 수 없기 때문에 각별한 주의를 요하는 유전 질환이다. 유병률은 알려져있지 않다.

## 증상
CIPA를 가진 환자는 정상적으로 통증의 감각을 막기 위해서 스스로 자신을 보호하는 것처럼 보인다. 고통을 느끼지 못하며, 상처가 나도 아픔을 느끼지 못한다. 더운 날씨에는 땀을 흘릴 수 없어서 열사병에 걸리기도 하며, 이에 따른 합병증도 수반한다. 자는 동안 눈을 너무 자주 문지르거나 긁어서 안과계 질병이 걸리기도 한다. 어린 CIPA 환자들이 충분히 자라서 손가락이나 혀를 물어뜯지 않으며, 영구치가 자라기 전까지 유치가 뽑힐 수도 있다. 손발에 생기는 증상 때문에 한센병으로 잘못 진단될 수도 있다.(본 사실은 증명된 명확한 사실이 아닐 수 있다.)

## 발병 및 원인
두뇌로 감각을 전달하는 신경 세포가 NTRK1 유전자의 변이에 의해서 생성되지 않을 때 병이 생긴다. 현재까지 미국에서는 84명이 보고되었으며, 일본에서는 300명 이상이 보고되었다. 뉴질랜드와 모로코에서 각각 1명, 2명이 보고되었다. CIPA가 질환으로 등재된 1983년 한 해에 전 세계에서 60건이 보고되었다. 스웨덴 노르보텐 주에는 47명이 CIPA 유전자를 가지고 있으며, 이 중 20명에서 증상이 발현되었다.
땀을 흘릴 수 없어서 열사병에 쉽게 걸리기 때문에 CIPA를 가진 3살 이하의 아이들 절반 이상이 고열로 사망한다. 살아남은 사람들은 25살 이하에 대부분 사망한다. 무엇이 잘못되었는지 느낄 수 없기 때문에 환자의 보호자는 몸 상태에 항상 신경써야 한다.

## 치료
모든 치료법이 통하지는 않지만, 날록손으로 치료할 수 있는 일부 증상이 있다. 모든 CIPA 환자마다 신체 조건이 다르기 때문에 항상 이러한 방법을 사용할 수는 없다.

## 참조
- Felicia B Axelrod, Gabrielle Gold-von Simson (2007년 10월 3일). “Hereditary sensory and autonomic neuropathies: types II, III, and IV”. 《Orphanet Journal of Rare Diseases》 2 (39): 39. doi:10.1186/1750-1172-2-39. PMC 2098750. PMID 17915006. 2008년 11월 4일에 확인함.